# Evergem
Evergem (fr. Everghem) –  miejscowość i gmina (gemeente) w Belgii, w Regionie Flamandzkim, w prowincji Flandria Wschodnia, w okręgu Gandawa. 1 stycznia 2024 liczyła 36 860 mieszkańców.

## Podział administracyjny
W skład gminy wchodzą trzy dzielnice (deelgemeente):
- Ertvelde
- Kluizen
- Sleidinge

## Współpraca
Miejscowości partnerskie:
- Großenkneten, Niemcy
- Guaranda, Ekwador
- Stalowa Wola, Polska